# Деклуазит
Деклуазит — минерал из класса ванадатов. Назван в честь французского минералога Альфреда Деклуазо (1817—1897). Относится к группе деклуазита, которая состоит из пяти минералов:
- Деклуазит PbZn2VO4OH
- Моттрамит PbCu2VO4OH
- Сендеклуазит PbZn2AsO4OH
- Пиробелонит PbMn2VO4OH
- Чехит PbFe2VO4OH

Все минералы данной группы кристаллизуются в ромбической сингонии.

## Кристаллография
Точечная группа mmm (2/m 2/m 2/m) — дипирамидальный
Пространственная группа Pnma (P21/n 21/m 21/a)
Сингония — Ромбическая (орторомбическая)
Параметры ячейки — a = 7.593Å, b = 6.057Å, c = 9.416Å
Отношение a: b: c = 1.254 : 1 : 1.555
Число формульных единиц (Z) — 4
Объем элементарной ячейки — V 433.05 Å³ (рассчитано по параметрам элементарной ячейки)

## Формы выделения
Для деклуазита характерны друзы и параллельные сростки кристаллов, которые окрашены в красновато-коричневый или коричневато-чёрный цвет. В отдельных кристаллах обычно отмечаются грани пирамиды и призмы, обладающие жирным блеском. Хотя, у некоторых образцов отмечается алмазный блеск. Деклуазит может выделяться в виде корок, нарастающих на другие минералы, и массивные выделения. Изредка встречаются гроздевидные и сталактитоподобные агрегаты.

## Образование и ассоциации с другими минералами
Деклуазит образуется как вторичный минерал зоны окисления полиметаллических месторождений. Минерал часто ассоциирует с ванадинитом (Pb5(VO4)3Cl), пироморфитом (Pb5(PO4)3Cl) и церусситом (PbCO3).

## Окраска
Окраска деклуазита отличается разнообразием оттенков, что связано с различным соотношением цинка и меди в отдельных образцах минерала. Встречается деклуазит коричневато-красного, красно-оранжевого, красновато-коричневого, чёрно-коричневый и почти чёрного цвета. У образцов обогащённых медью и близких к моттрамиту, появляются светлые, желтовато-зеленоватые оттенки.

## Купродеклуазит
В Цумебе (Намибия) встречается деклуазит, обогащённый медью. Такая разновидность минерала называется купродеклуазитом. В данном минерале наблюдается частичное изоморфное замещение атомов цинка атомами меди. Кристаллы купродеклуазита отличаются вытянутым призматическим или толстотаблитчатым габитусом. Минерал обладает желтоватой окраской, также присутствуют образцы зелёного или коричневого цвета.

## Месторождения
Лучшие образцы деклуазита добываются в Берг-Аукас, Абенабе и Цумебе (Намибия). Также месторождения минерала располагаются в Германии, Аргентине, ДРК, Мексике, Марокко (Бу-Аззер) и США.